# Алиацензий (лунный кратер)
Кратер Алиацензий (лат. Aliacensis) — древний ударный кратер в гористой южной материковой части видимой стороны Луны. Название присвоено в честь видного философа, теолога, епископа Петра д’Альи (1350—1425) и утверждено Международным астрономическим союзом в 1935 г. Образование кратера относится к нектарскому периоду.

## Описание кратера
Ближайшими соседями кратера являются кратер Вернер на северо-западе, отделенный узкой долиной; кратер Крузенштерн на севере; кратер Апиан на северо-востоке; кратер Пуассон на востоке; кратеры Нуньес и Кайзер на юге, кратер Вальтер на юго-западе. Селенографические координаты центра кратера 30°36′ ю. ш. 5°08′ в. д. / 30,6° ю. ш. 5,13° в. д., диаметр 79,6 км, глубина 3,68 км.
Вал кратера имеет циркулярную форму с выступом в восточной части. Внешний откос вала имеет слегка террасовидную форму, особенно в северо-восточной части. Южная часть вала перекрыта небольшим кратером, восточная разрезана узким проходом. Высота вала над окружающей местностью составляет 1350 м. Один из пиков в западной части вала имеет высоту около 5000 м. Дно чаши кратера сравнительно ровное, имеется небольшой центральный пик с высотой 800 м и диаметром 18 км, смещенный к северо-западу от центра кратера и несколько невысоких холмов. Объём кратера составляет приблизительно 5800 км³.

## Сателлитные кратеры
| Алиацензий | Координаты                                          | Диаметр, км |
| ---------- | --------------------------------------------------- | ----------- |
| A          | 29°43′ ю. ш. 7°23′ в. д. / 29,71° ю. ш. 7,39° в. д. | 13,6        |
| B          | 31°26′ ю. ш. 3°12′ в. д. / 31,43° ю. ш. 3,2° в. д.  | 15,8        |
| C          | 32°42′ ю. ш. 5°25′ в. д. / 32,7° ю. ш. 5,42° в. д.  | 7,9         |
| D          | 33°11′ ю. ш. 6°49′ в. д. / 33,19° ю. ш. 6,82° в. д. | 9,7         |
| E          | 30°25′ ю. ш. 2°19′ в. д. / 30,42° ю. ш. 2,32° в. д. | 8,7         |
| F          | 32°40′ ю. ш. 3°50′ в. д. / 32,66° ю. ш. 3,84° в. д. | 4,8         |
| G          | 33°23′ ю. ш. 4°42′ в. д. / 33,39° ю. ш. 4,7° в. д.  | 7,8         |
| H          | 31°49′ ю. ш. 6°01′ в. д. / 31,81° ю. ш. 6,01° в. д. | 5,6         |
| K          | 31°26′ ю. ш. 6°16′ в. д. / 31,43° ю. ш. 6,26° в. д. | 5,7         |
| W          | 31°54′ ю. ш. 5°19′ в. д. / 31,9° ю. ш. 5,32° в. д.  | 10,3        |
| X          | 29°38′ ю. ш. 6°47′ в. д. / 29,64° ю. ш. 6,78° в. д. | 3,7         |
| Y          | 30°07′ ю. ш. 7°20′ в. д. / 30,11° ю. ш. 7,33° в. д. | 4,7         |
| Z          | 30°03′ ю. ш. 4°29′ в. д. / 30,05° ю. ш. 4,49° в. д. | 3,8         |